# 伊里武
伊里武是葡萄牙波尔图区的一个堂区。总面积4.09平方公里，总人口2194人，人口密度536.4人/平方公里。